# Klasztor kartuzów w Berezie
Klasztor kartuzów pw. św. Krzyża w Berezie (łac. Carthusiae Sanctae Crusis prope Berezam in Lithuania, biał. Бярозаўскі кляштар картэзіянцаў, ros. Берёзовский монастырь картезианцев) – dawny rzymskokatolicki klasztor Zakonu Kartuzów; współcześnie jego ruiny znajdują się w Berezie (do czasów sowieckich miasto nosiło nawiązującą do klasztoru nazwę Bereza Kartuska), w rejonie bereskim, w obwodzie brzeskim, na Białorusi.
Kartuzja w Berezie, jedyna na ziemiach Wielkiego Księstwa Litewskiego i jedna z zaledwie trzech powstałych w granicach Rzeczypospolitej Obojga Narodów, należała do najbogatszych fundacji klasztornych kraju. Obecnie na miejscu dawnego eremickiego założenia, o którym pisano, że „słusznie zaiste w całej Europie, między najbogatszemi liczy się klasztorami i najsławniejszemi, które są tylko na świecie Kartuzjami”, zachowały się jedynie fragmenty murów – na porosłym trawą terenie, częściowo otoczonym murem z bramą wjazdową i basztami w narożach, widnieją ceglane ściany dawnych zabudowań gospodarczych. Nad obszernym placem góruje zrujnowana wieża-dzwonnica, pierwotnie usytuowana za chórem zakonnym świątyni. Zawirowań dziejowych nie przetrwał ani kościół, ani żaden z piętnastu eremickich domków, a z licznych budynków klasztornego gospodarstwa pozostała w ruinie niespełna połowa.

## Historia

### Powstanie i architektura klasztoru
Klasztor ufundował podkanclerzy litewski Kazimierz Leon Sapieha. W czerwcu 1648 sprowadził on włoskiego architekta Giovanniego Battiste Gisleniego, który zapewne zaprojektował kompleks klasztorny. Fundator obdarzył powstający klasztor znacznym uposażeniem, co zatwierdził Sejm w 1653. Kamień węgielny położył nuncjusz apostolski w Polsce abp Giovanni de Torres. Klasztor powstał jako twierdza, na której fortyfikacje składały się mury obronne z pięcioma ośmiobocznymi basztami, wały i fosa. Na kompleks składał się kościół pw. św. Krzyża, zabudowania klasztorne, które mieściły m.in. bibliotekę z dużym księgozbiorem oraz 15 charakterystycznych dla kartuzji domków (cel) eremickich. Wewnątrz murów znajdowały się także zabudowania gospodarcze, staw, w którym zakonnicy hodowali żółwie, ogród i sadzawki.
Według innego źródła klasztor miał ufundować hetman wielki litewski Lew Sapieha, który na początku XVII w. zakupił Berezę i który nie zdążył dokończyć dzieła przed śmiercią, a Kazimierz Leon budując klasztor i sprawdzając do niego kartuzów, wypełniał wolę ojca.
Kościół konsekrował 6 czerwca 1666 biskup pomocniczy wileński Aleksander Kazimierz Sapieha. Tego samego dnia odbył się w nim pogrzeb Kazimierza Leona Sapiehy. W tym roku prawdopodobnie zakończyły się główne prace. Budowa całego kompleksu została zakończona najprawdopodobniej w 1689.
Kościół z woli fundatora był miejscem spoczynku Sapiehów linii czerejsko-różańskiej – łącznie pochowano w nim ponad 50 osób, w tym kilkunastu Sapiehów. W bramie na hakach zawieszona była szczęka wieloryba. Przy klasztorze powstały szpital i apteka, będące pierwszymi placówkami medycznymi w tej okolicy. Sama Bereza jeszcze przed powstaniem klasztoru miała być znana z leczniczych źródeł.

### Okres działalności
Była to jedyna kartuzja w Wielkim Księstwie Litewskim i jedna z trzech w Rzeczypospolitej Obojga Narodów. W okresie swojego istnienia położona była w diecezji wileńskiej. Kazimierz Leon Sapieha do założenia klasztoru zaprosił kartuzów z prowincji górnoniemieckiej. Pierwszym opatem został Joannes Hagen z klasztoru w Kartuzach.
Klasztor ucierpiał podczas III wojny północnej. W 1706 przebywali tu wraz z wojskami król Polski August II Mocny i car Rosji Piotr I Wielki. 28 kwietnia 1706 król Szwecji Karol XII pokonał broniących się w klasztorze dragonów rosyjskich, po czym 30 kwietnia spędził w kartuzji. Okupacja szwedzka była dla kartuzów dotkliwa. W 1706 okupanci uprowadzili trzech alumnów, za których uwolnienie zażądali 300 czerwonych złotych. W 1708 Szwedzi uprowadzili trzech kapłanów, na okup za których, z braku pieniędzy, wydano srebra kościelne. W wyniku tych wydarzeń i srogiego obchodzenia się z braćmi przez okupantów, kartuzi schronili się w lasach, pozostawiając czterech zakonników do czuwania nad klasztorem. Kartuzja ucierpiała również podczas późniejszych wojen.
Powolny upadek klasztoru rozpoczął się po III rozbiorze Polski w 1795, gdy Bereza Kartuska znalazła się w granicach Rosji. Kartuzja utraciła wówczas kontakt z władzami zakonnymi i z innymi klasztorami kartuskimi – od 1819 klasztor podległy był powstałej w zaborze rosyjskim kongregacji benedyktyńsko–cystersko–kamedulskiej. Straciła także mecenasów. Źródła z czasów poprzedzających kasatę wspominają o upadku dyscypliny zakonnej oraz złym stanie samego klasztoru.
Klasztor kartuzów w Berezie Kartuskiej zlikwidowany został 28 sierpnia 1831, z mocy ukazu cara Mikołaja I, jako kara za udział kartuzów w powstaniu listopadowym. Zakonnicy zostali przeniesieni do innych klasztorów, w tym opactwa benedyktynów w Horodyszczach i klasztoru cystersów w Wistyczach. Ostatni kartuzi wyjechali w 1834.

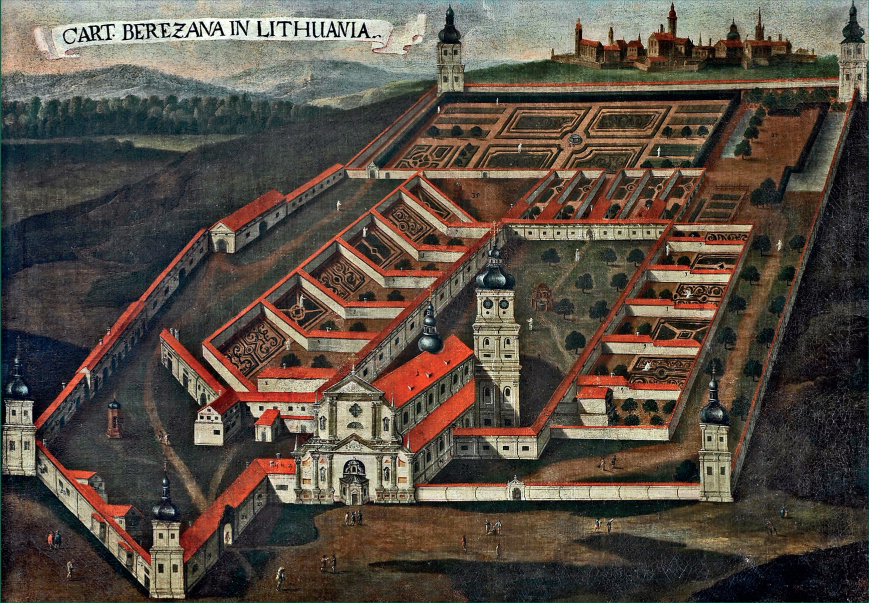
klasztor w czasach świetności
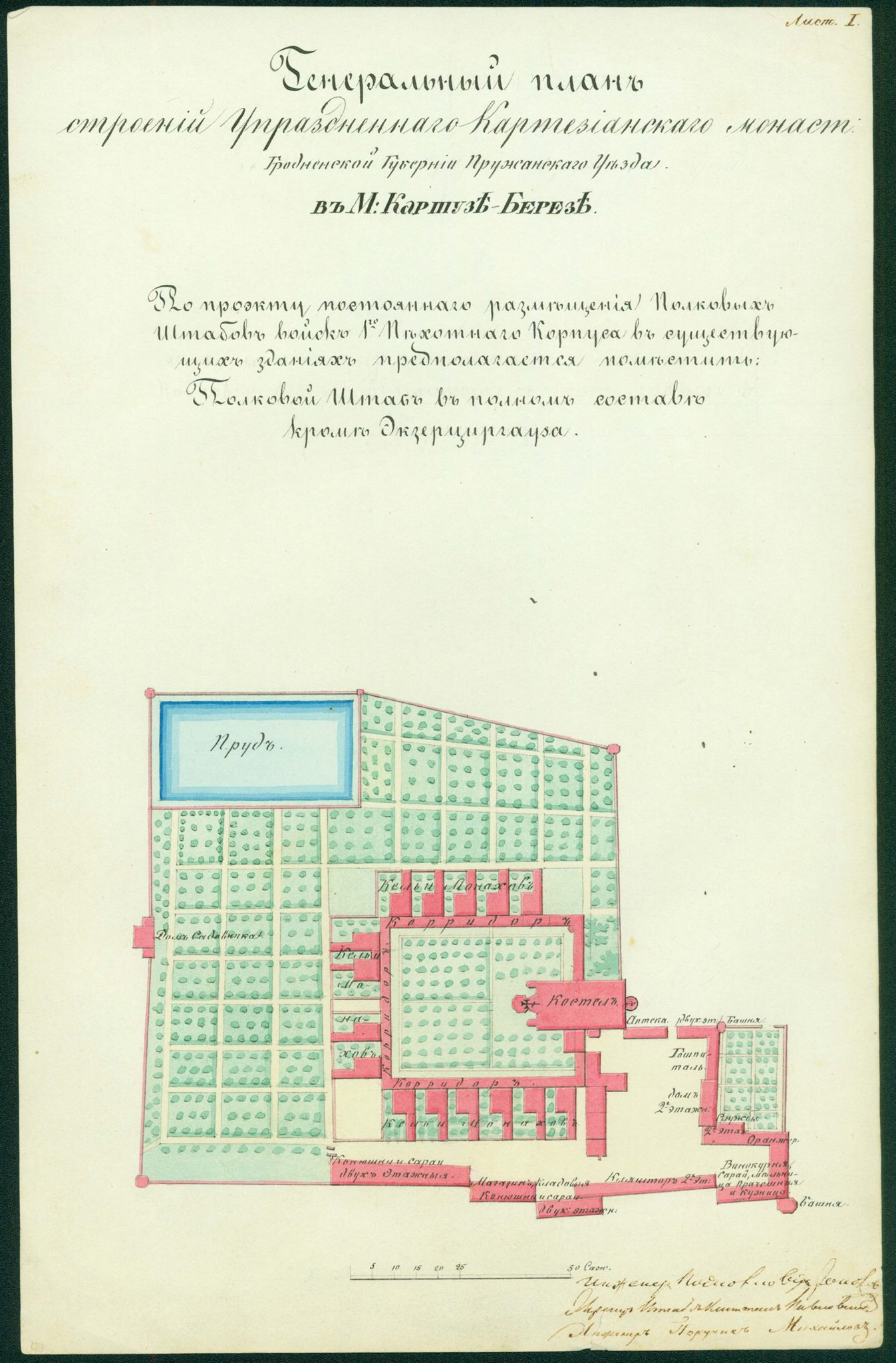
plan kartuzji

### Po kasacie
Po kasacie kościół został przekazany duchowieństwu diecezjalnemu i erygowano przy nim parafię. Skasowana ona została przez władze carskie w ramach represji po upadku powstania styczniowego, a kościół przejęło państwo. W 1866 podjęto decyzję o rozbiórce klasztoru. Z pozyskanych z rozbiórki cegieł wybudowano budynki koszar wojskowych w Berezie Kartuskiej. Pozostałe resztki zabudowań popadły w ruinę.
W latach 80. i 90. XX w. na terenie dawnego klasztoru przeprowadzano wykopaliska archeologiczne. białoruscy archeolodzy odnaleźli między innymi liczne naczynia kuchenne, fragmenty dekorowanych ceramicznych kafli oraz wyroby szklane wykonane w manufakturach Antoniego Tyzenhausa i Radziwiłłów, wzbogacające obecnie ekspozycję Muzeum Historyczno-Krajoznawczego w Berezie..
W niepodległej Białorusi odrestaurowano bramę wjazdową. Jest to obecnie jedyna odrestaurowana cześć byłej kartuzji.

## Architektura
W świątyni znajdowało się trzynaście snycerskich ołtarzy. W ołtarzu bocznym po stronie północnej zawieszony był wielki krucyfiks, słynący cudami, wyliczonymi na kamiennej tablicy wmurowanej w filar. Kult otaczający go jeszcze przed fundacją Sapiehy, wpłynął na wezwanie „świętokrzyskiej” kartuzji i samego kościoła. Pole główne kolejnego ołtarza bocznego ozdabiał, również otaczany szczególnym nabożeństwem, „obraz malowidła włoskiego w ramach za szkłem (...) wyobrażający popiersie N. Marii Panny”. XVII-wiecznym elementem wystroju były okazałe stalle „snycerską robotą i statuami świętych ozdobione”, być może wykonane na wzór zachowanych do dzisiaj w kościele pokartuskim w Kartuzach pod Gdańskiem. 
Pod kościołem znajdowało się pięć krypt. Członkowie domu sapieżyńskiego chowani byli w krypcie środkowej po stronie południowej, pod kaplicą św. Brunona, na której ścianach powieszono malowane na blasze portrety fundatorów, Kazimierza Leona Sapiehy i jego żony Teodory z Tarnowskich. Zapewne to właśnie ich udane kopie na płótnie, które znajdowały się na ścianie prezbiterium, wykonał w 1775 roku Wincenty Charliński, miejscowy laik kartuz, „udoskonalony w swej sztuce we Włoszech”. Do czasów kasaty boczne ołtarze zdobiło dwanaście obrazów jego pędzla. Dzieł malarskich było w kartuzji znacznie więcej – poza ołtarzami, na ścianach kościoła wisiały kolejne 43 obrazy, zaś kapitularz i korytarze klasztorne zdobiło ponad 150 płócien, a między nimi kilkanaście portretów Sapiehów.
W założeniu bereskim odnaleźć można właściwie wszystkie składowe architektury wymaganej przez statuty zakonne. Kościół i krużganek z wirydarzem z dużą studnią pośrodku i wydzielonym cmentarzem znajdowały się w tej samej osi, rzędy kaplic wzbogacały bryłę świątyni, przy tzw. „bramie” ustawiono dwa boczne ołtarze, a apsydialnie zamknięty kapitularz był również wykorzystywany jako kaplica. Zgodna z wymogami reguły była dostawiona do prezbiterium wieża zegarowa, kilka rodzajów ogrodów i bastejowe mury obronne z fosą. Zauważyć jednak można pewnie odstępstwa; była nim na pewno rezygnacja z małego krużganka (widocznego na rycinie z 1647 roku), a także łamanie zakazu wstępu do kościoła miejscowych kobiet. Mimo nakazów, nie wystawiono w okolicy odpowiedniej kaplicy i ludność obojga płci uczestniczyła w nabożeństwach odprawianych w świątyni.
Pomimo naturalnego pokrewieństwa z założeniami wielu innych zgromadzeń kontemplacyjnych oraz wskazanych inspiracji kościołami czeskich i kaszubskich kartuzów, nie można uznać zespołu bereskiego za realizację wtórną. Elementem wyróżniającym ją na tle innych założeń kartuskich była potężna zegarowa wieża-dzwonnica umieszczona za prezbiterium, która wraz z ośmioboczną kruchtą wyznaczała oś kompozycyjną całego kompleksu i stanowiła jego wyraźną dominantę. 

Kościół na rysunku Napoleona Ordy (XIX w.)
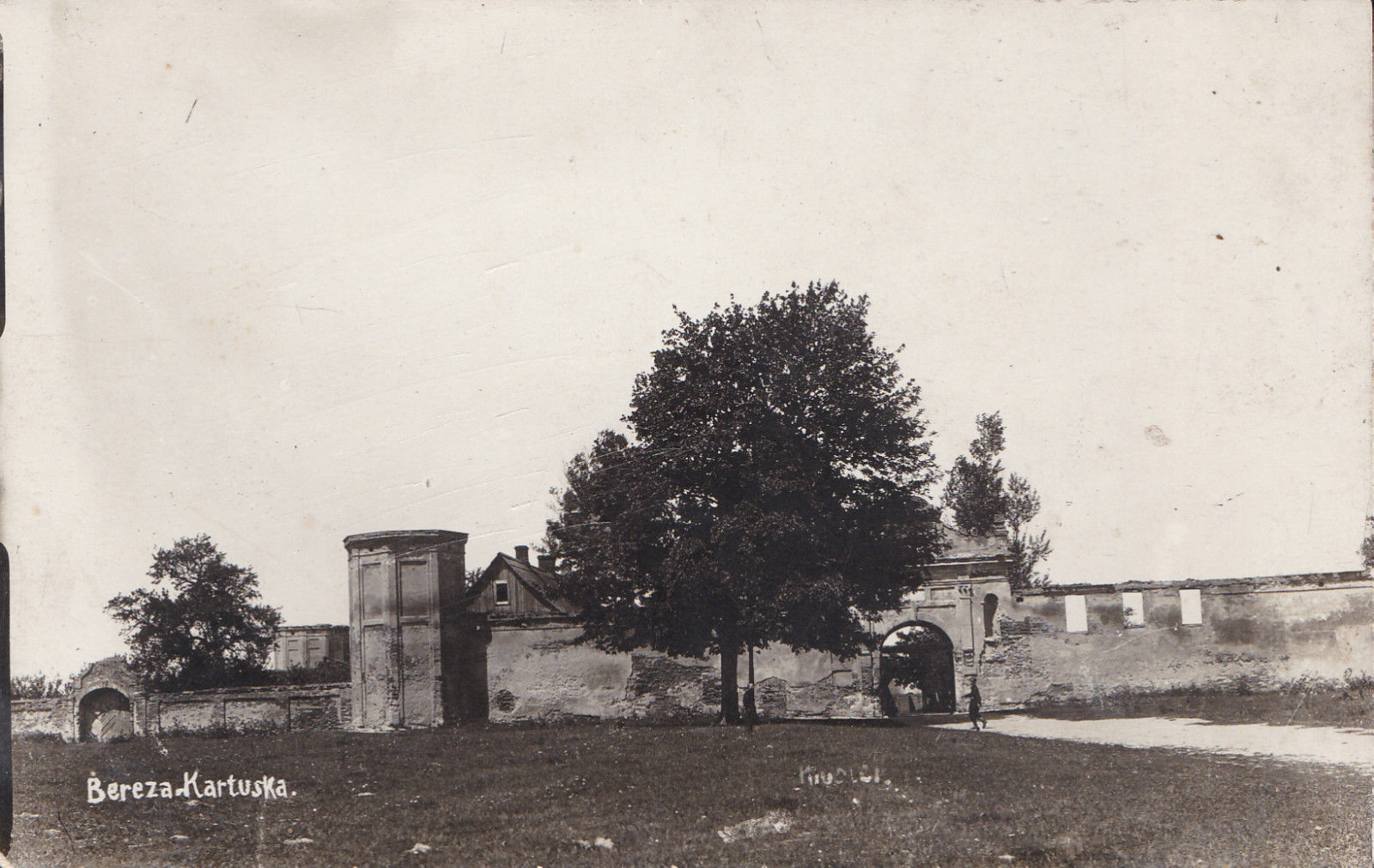
Były klasztor w czasie I wojny światowej
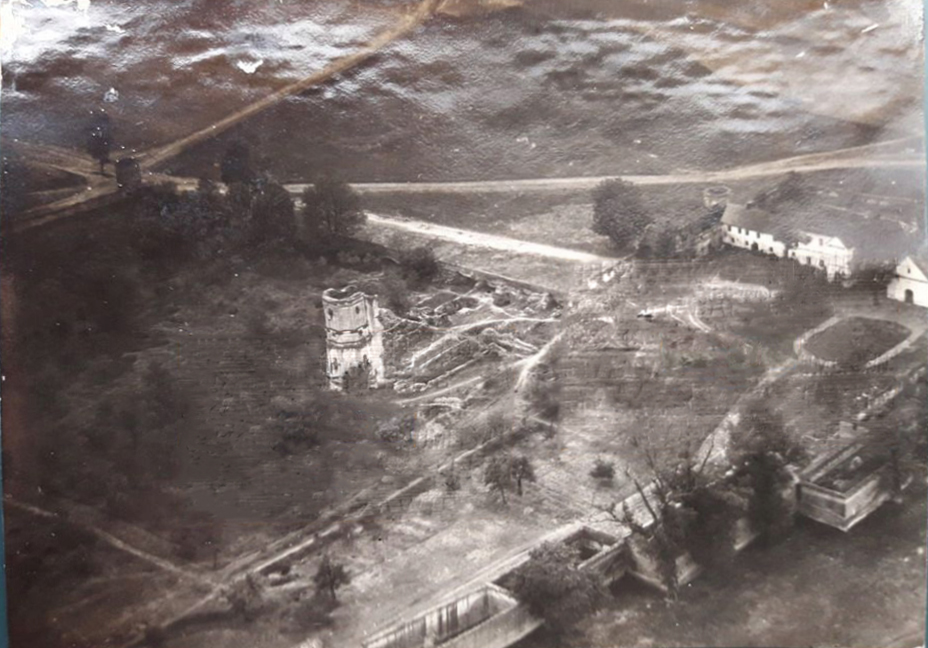
Były klasztor w czasie I wojny światowej
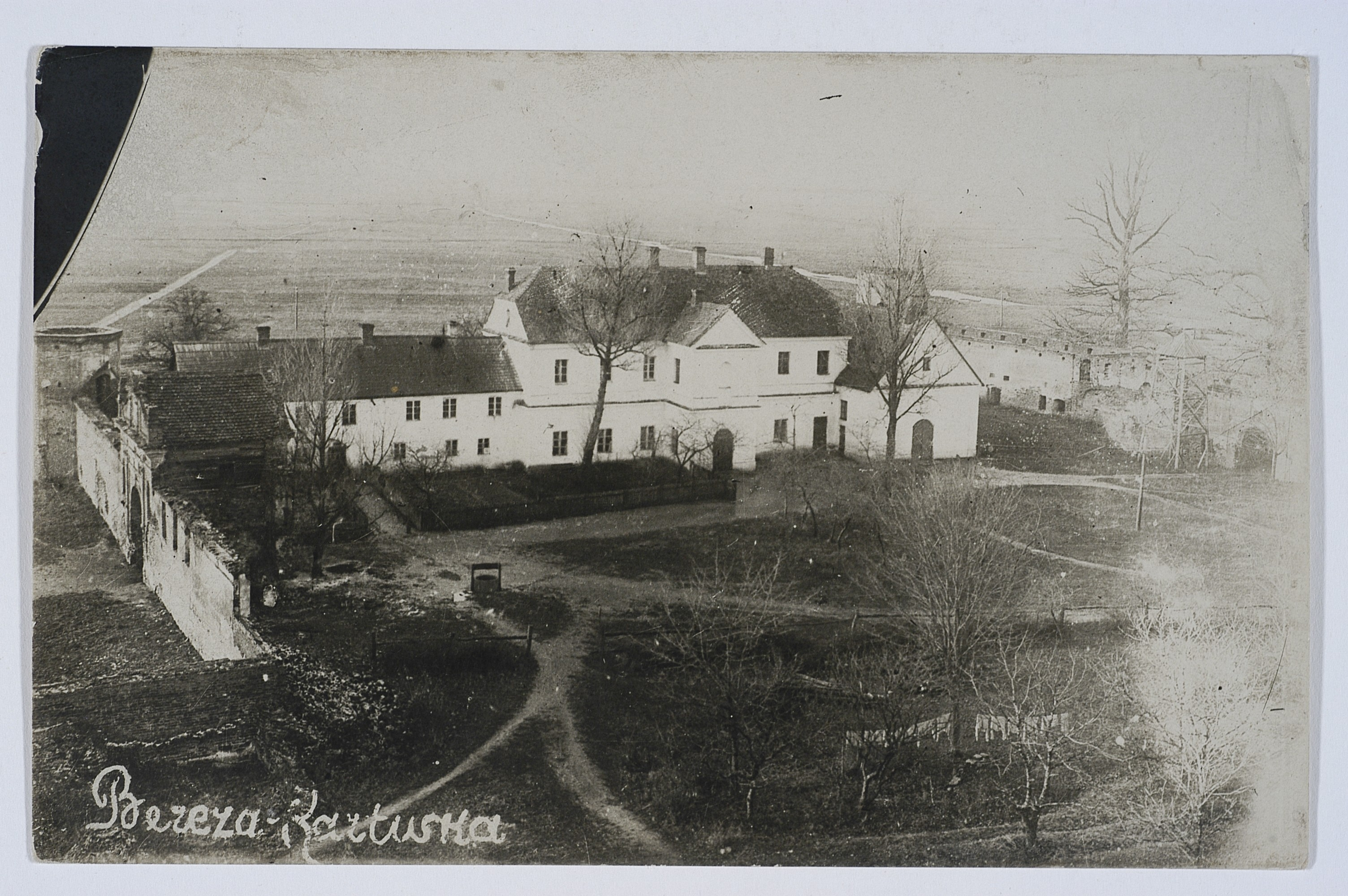
Były klasztor w II Rzeczypospolitej
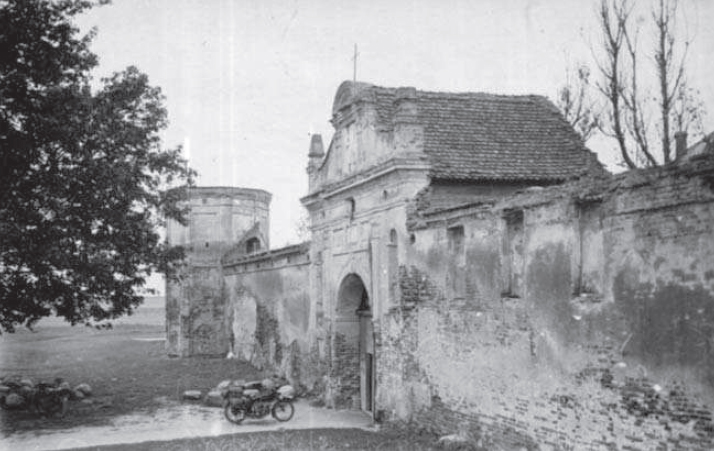
Brama i mury w II Rzeczypospolitej
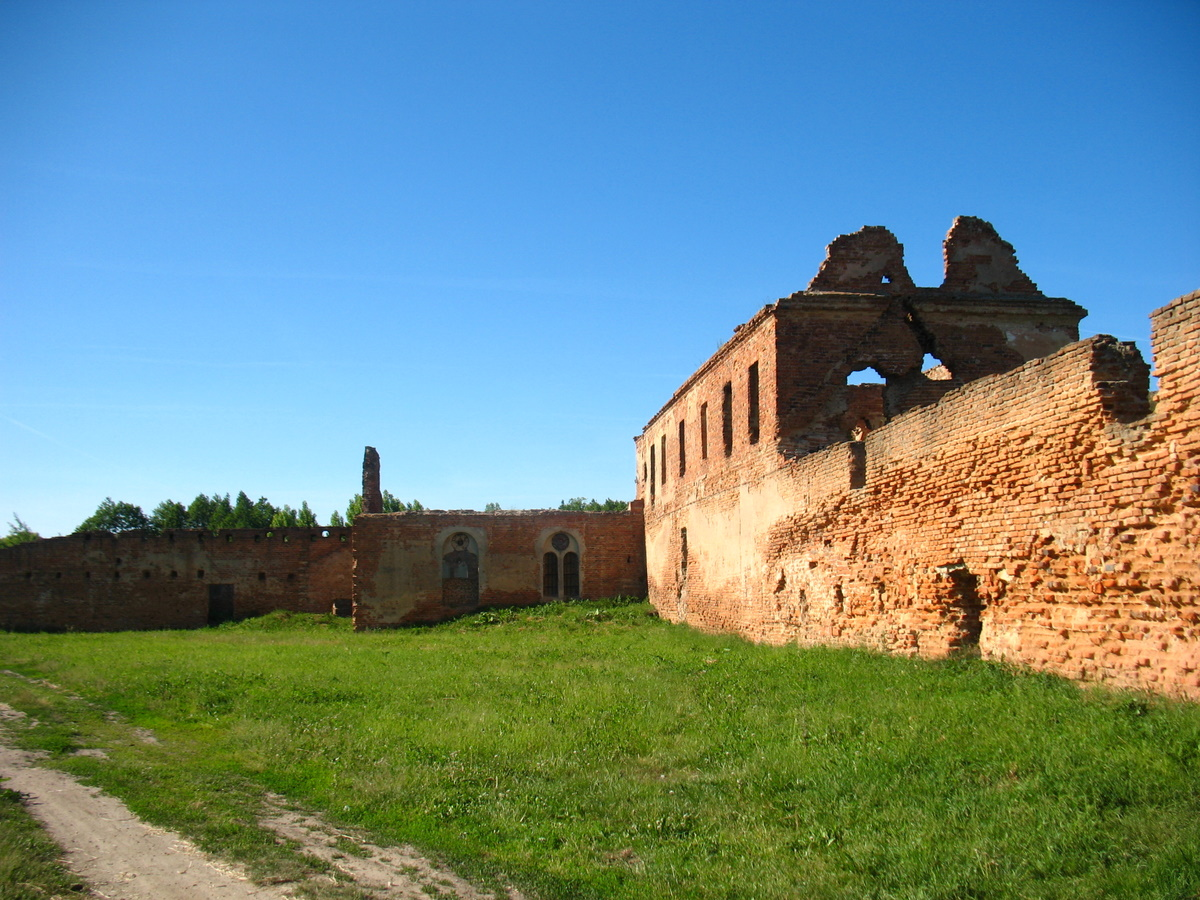
Ruiny w stanie współczesnym
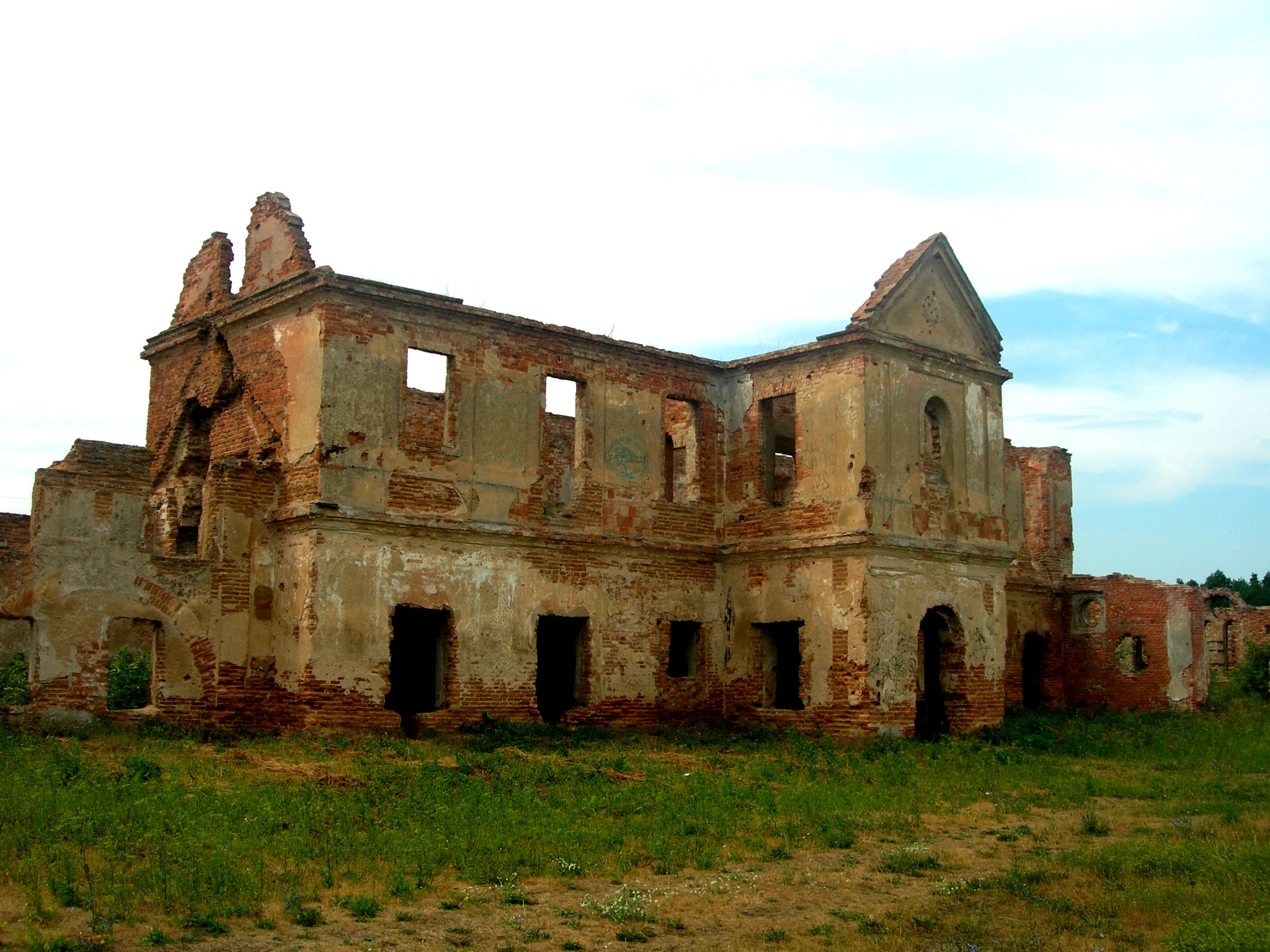
Szpital w stanie współczesnym
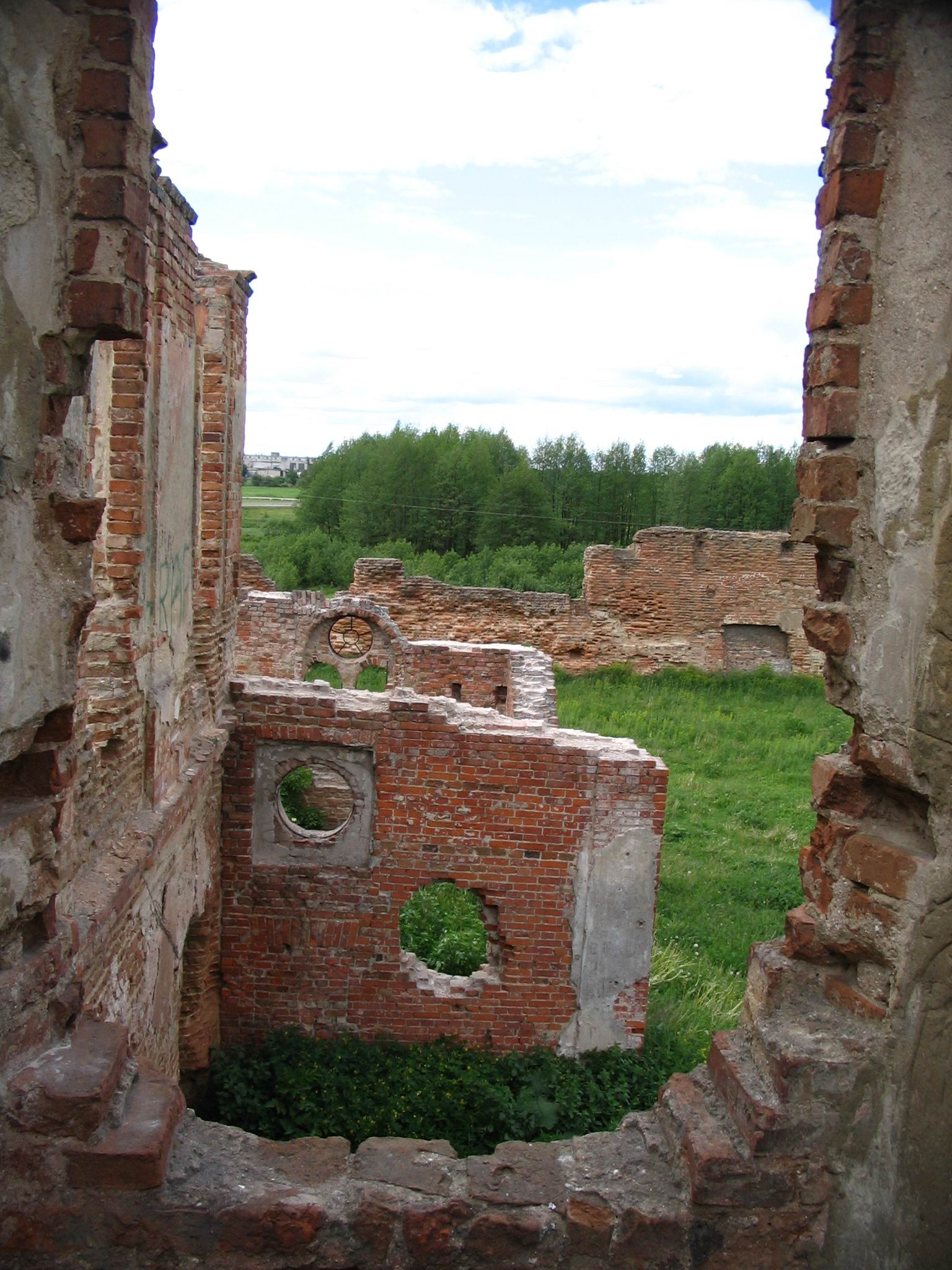
Ruiny w stanie współczesnym
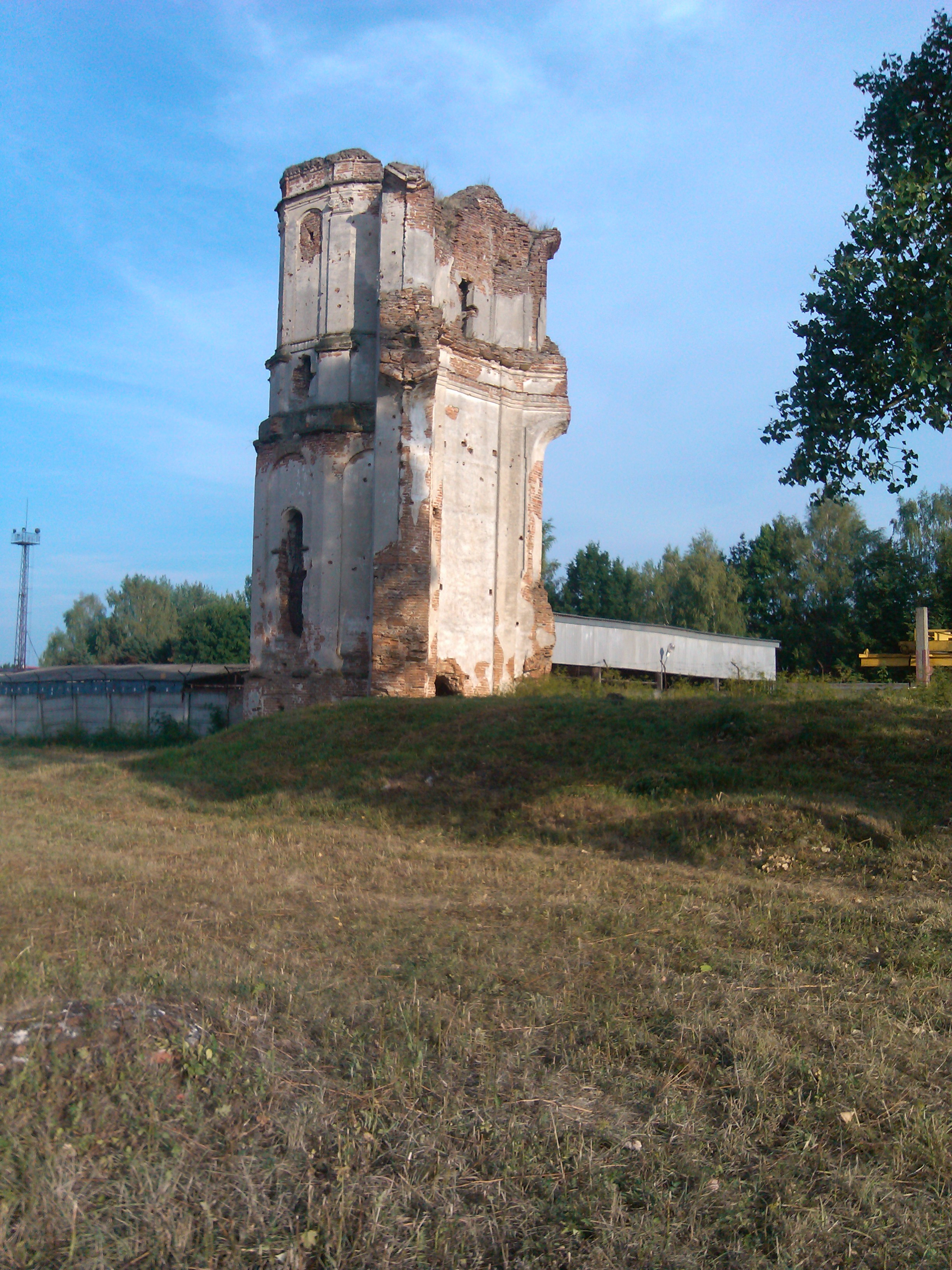
Ruiny w stanie współczesnym
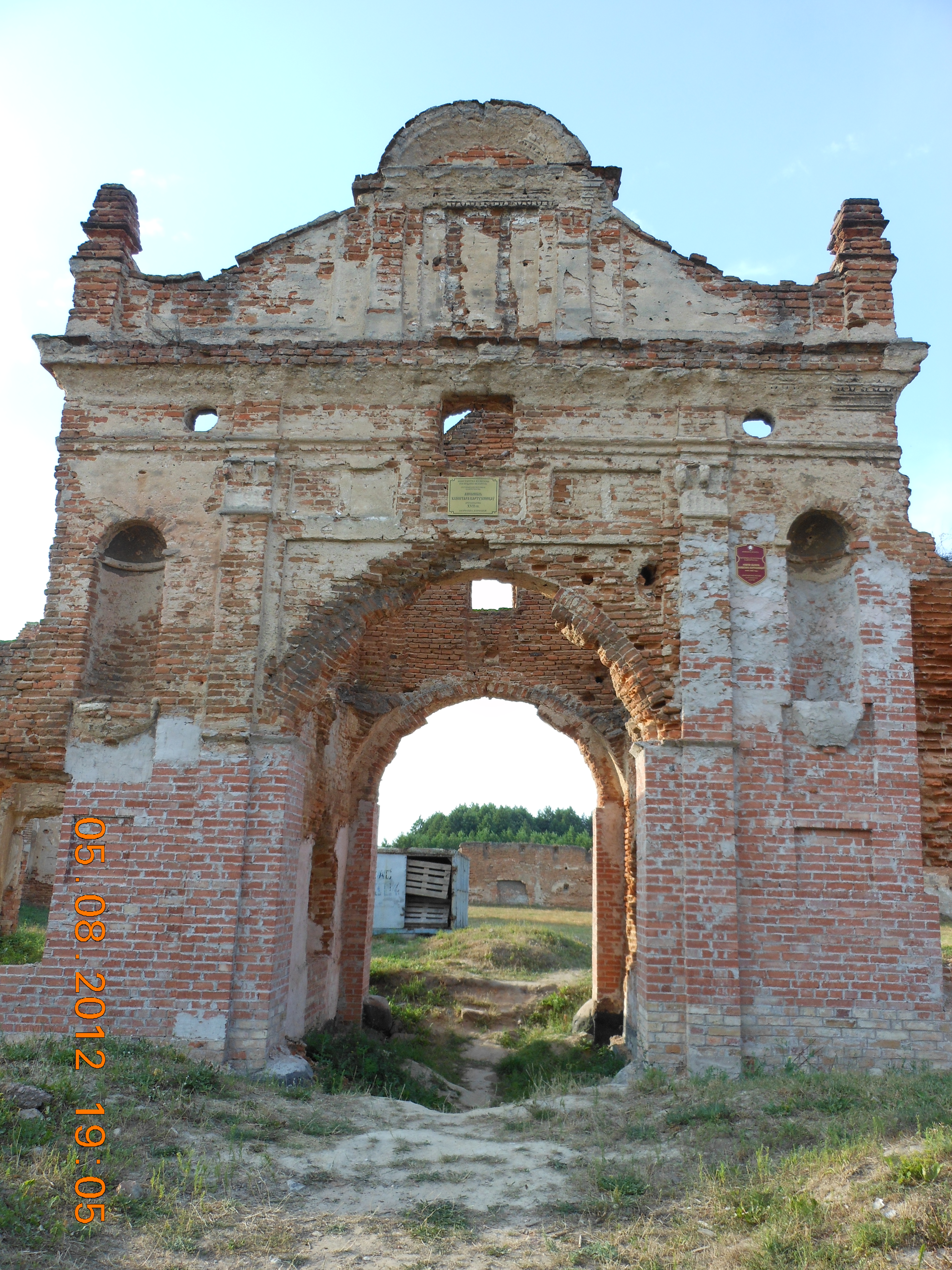
Brama przed renowacją (2012)
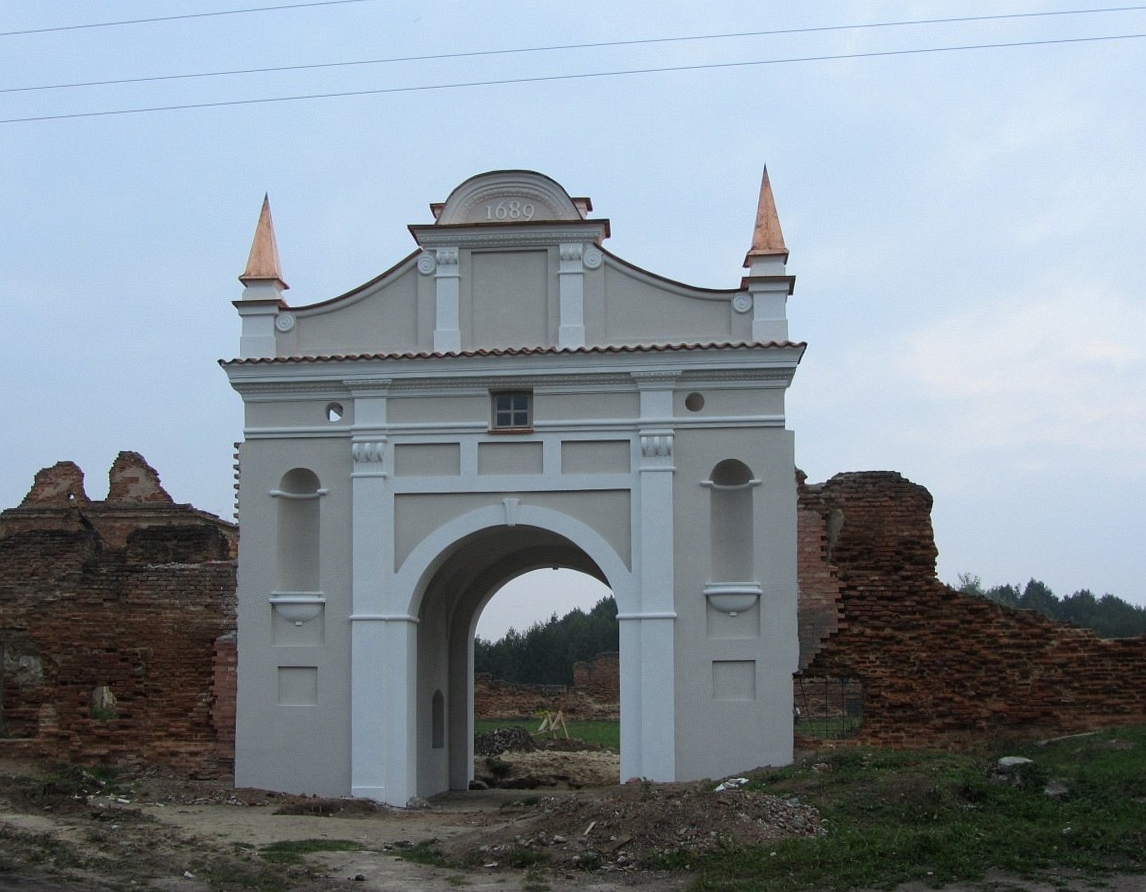
Odnowiona brama (2014)
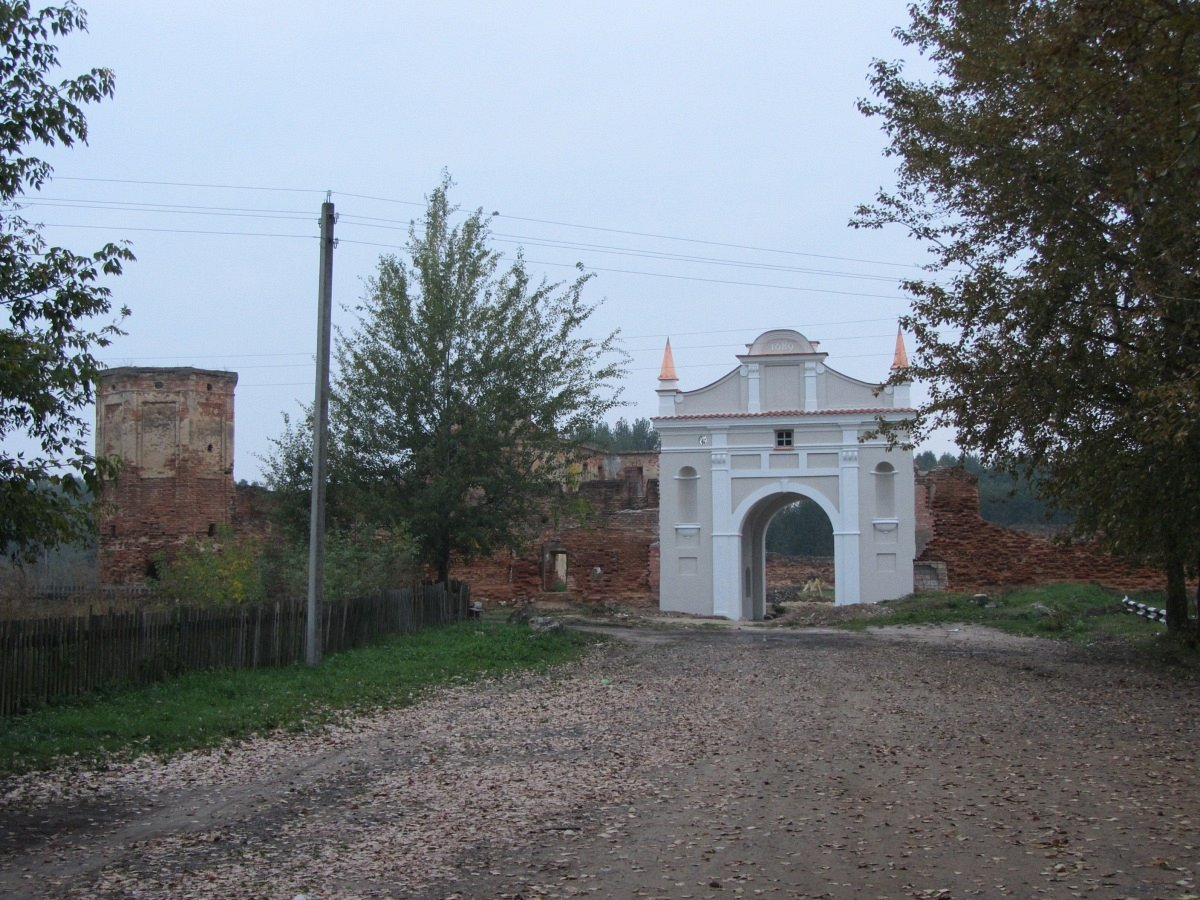
Ruiny w stanie współczesnym
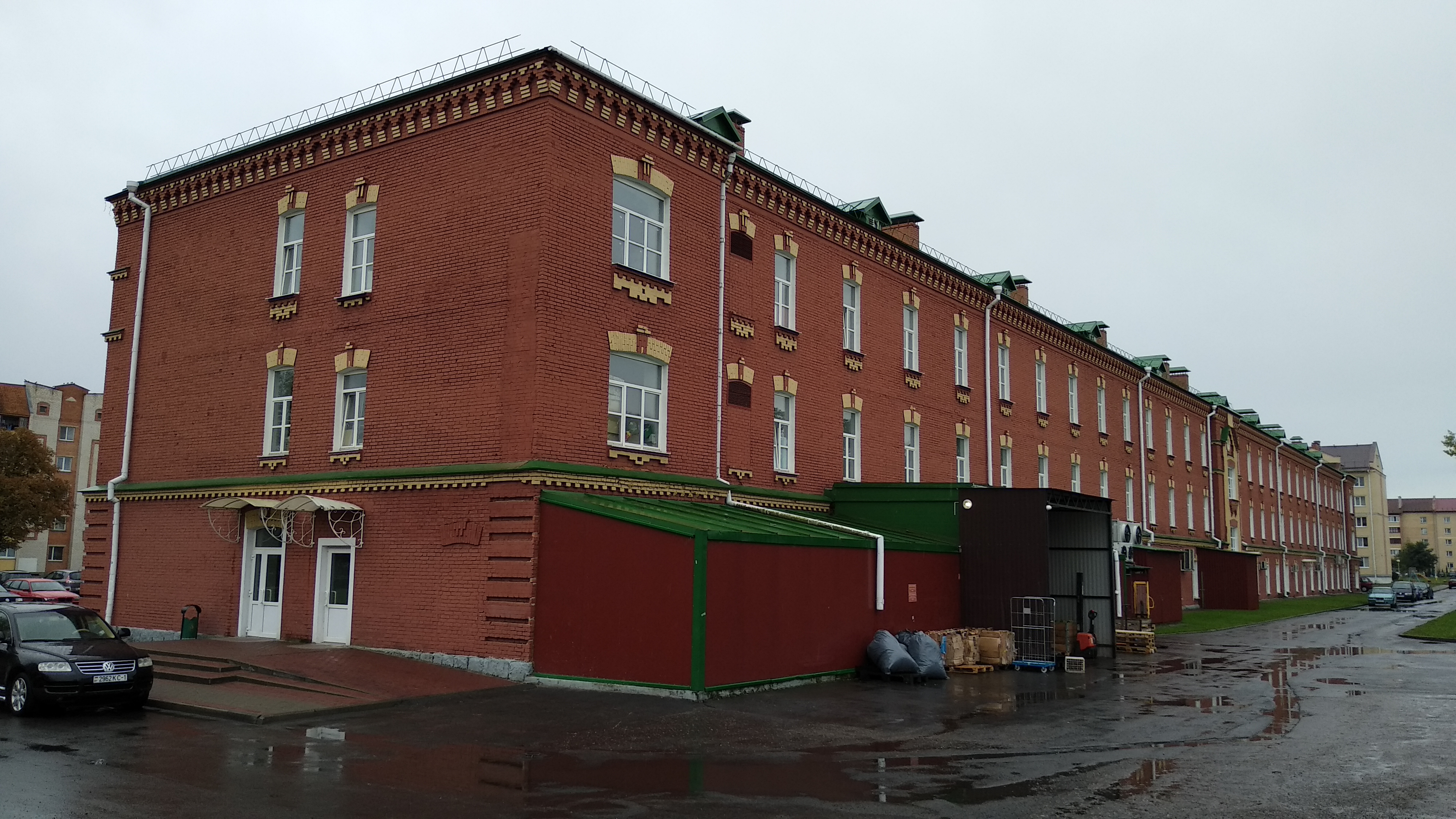
Dawne koszary w Berezie zbudowane z cegieł z rozbiórki klasztoru
Herb Berezy z bramą kartuzji